# Chris Mayotte
Chris Mayotte (* 16. September 1957 in Springfield, Massachusetts) ist ein ehemaliger US-amerikanischer Tennisspieler.

## Leben
Mayotte studierte an der University of South Carolina. Zwischen 1980 und 1982 spielte er auf der ATP Tour, war aber nie so erfolgreich wie sein jüngerer Bruder Tim. Sein bestes Einzelergebnis auf der ATP Tour hatte er bei den Heineken Open in Auckland, wo er 1981 das Viertelfinale und im darauf folgenden Jahr das Halbfinale erreichte. Sein erstes von insgesamt drei Doppelturnieren auf der Tour gewann er ebenfalls 1981 an der Seite seines Bruders Tim. Auch die beiden anderen Titel errang er in diesem Jahr. Seine höchste Notierung in der Tennisweltrangliste erreichte er 1980 mit Position 85 im Einzel sowie 1983 mit Position 99 im Doppel.
Sein bestes Einzelergebnis bei einem Grand-Slam-Turnier war das Erreichen der dritten Runde bei den US Open 1981. In der Doppelkonkurrenz stand er 1980 bei den Australian Open im Achtelfinale, dasselbe Ergebnis gelang ihm in darauf folgenden Jahr bei den US Open.

## Erfolge
| Legende                       |
| Grand Slam                    |
| Tennis Masters Cup            |
| ATP Masters Series            |
| ATP International Series Gold |
| ATP International Series (3)  |
| ATP Challenger Series (2)     |

| ATP-Titel nach Belag |
| Hartplatz (3)        |
| Sand (0)             |
| Rasen (0)            |
| Teppich (0)          |

### Einzel

#### Turniersiege

##### Challenger Tour
| Nr. | Datum        | Turnier | Belag | Finalgegner | Ergebnis      |
| --- | ------------ | ------- | ----- | ----------- | ------------- |
| 1.  | 3. März 1980 | Kaduna  | Sand  | John Feaver | 1:6, 6:3, 6:3 |

### Doppel

#### Turniersiege

##### ATP Tour
| Nr. | Datum            | Turnier  | Belag     | Partner       | Finalgegner                   | Ergebnis      |
| --- | ---------------- | -------- | --------- | ------------- | ----------------------------- | ------------- |
| 1.  | 25. Januar 1981  | San Juan | Hartplatz | Tim Mayotte   | Tim Gullikson Eliot Teltscher | 6:4, 7:6      |
| 2.  | 29. März 1981    | Napa     | Hartplatz | Richard Meyer | Tracy Delatte John Hayes      | 6:3, 3:6, 7:6 |
| 3.  | 9. November 1981 | Hongkong | Hartplatz | Chris Dunk    | Marty Davis Brad Drewett      | 6:4, 7:6      |

##### Challenger Tour
| Nr. | Datum        | Turnier | Belag | Partner        | Finalgegner                | Ergebnis      |
| --- | ------------ | ------- | ----- | -------------- | -------------------------- | ------------- |
| 1.  | 3. März 1980 | Kaduna  | Sand  | Larry Stefanki | Robin Drysdale John Feaver | 6:4, 3:6, 6:2 |